# Карункьо
Карункьо (итал. Carunchio) — коммуна в Италии, располагается в регионе Абруццо, в провинции Кьети.
Население составляет 732 человека (2008 г.), плотность населения составляет 23 чел./км². Занимает площадь 32 км². Почтовый индекс — 66050. Телефонный код — 0873.
Покровителем коммуны почитается святой Антоний Великий, празднование 18 августа.

## Демография
Динамика населения:

## Администрация коммуны
- Официальный сайт: http://www.carunchio.net/